# Mjösjön (Hjorteds socken, Småland, 639126-153261)
Mjösjön är en sjö i Västerviks kommun i Småland och ingår i Botorpsströmmens huvudavrinningsområde. Sjöns area är 0,27 kvadratkilometer och den befinner sig 49,4 meter över havet.